# 道の駅海南サクアス
道の駅海南サクアス（みちのえき かいなんサクアス）は、和歌山県海南市にある国道42号の道の駅である。

## 概要
和歌山県で36番目の道の駅であり、海南市では初。愛称は「海南サクアス」。「サクアス」の由来は、さかなの「サ」、くだものの「ク」、あそびの「ア」、多くの人が集まる「巣」を組み合わせ、同時に「咲く明日」、明るい未来のイメージをもつ言葉としてこの名前が選ばれた。

## 歴史
- 2023年（令和5年）
  - 2月28日 - 国土交通省より道の駅第58回登録において、「道の駅海南サクアス」として登録[1]。
  - 9月2日 - 開駅[2][3][4][5]。

## 施設
- 駐車場 152台[5]
  - 小型車 132台
  - 大型車 20台
- トイレ 30器
- 情報提供施設
- 観光案内所
- ベビーコーナー
- 非常用電源
- 備蓄倉庫
- 貯水槽
- マンホールトイレ
- 公衆無線LAN
- 物販施設
- 飲食施設
- キッズスペース
- 多目的室
- 芝生広場
- エントランス広場
- EV充電施設

## アクセス
- 国道42号 - 登録路線
  - 和歌山県道166号興加茂郷停車場線

## 周辺
- JR西日本紀勢本線 加茂郷駅